# Conrad von Rosdorf
Conrad von Rosdorf (* um 1230 auf Burg Rosdorf; † 1295 in Einbeck) war zunächst Mönch, dann Dekan und schließlich Propst des bedeutenden Stifts Münsterkirche St. Alexandri in Einbeck. Sein Vater Conrad (II.) von Rosdorf erwarb gemeinsam mit dessen Bruder Ludwig (I.) von Rosdorf und seinem Onkel Dethard (I.) von Rosdorf 1252 Dorf und Restgrafschaft Moringen vom Bistum Paderborn, sowie 1263 Burg und Burggrafschaft Hardegsen.

## Leben
Conrad von Rosdorf war früh für die geistliche Laufbahn bestimmt. Er erhielt seine Ausbildung in Kemnadin (Münchehofe) bei Gittelde, in Paderborn und Einbeck. In Kemnadin waren Conrads Verwandte aus der Rosdorfer Seitenlinie von Freden mit dem Harzvorwald Pandelbeke begütert; in Gittelde war die Rosdorfer Seitenlinie von Gittelde begütert und hatte die Vogtei und Münze inne. In Paderborn waren Conrads Verwandte, die Grafen von Schwalenberg, Advokaten; seine Verwandten aus dem Raum Einbeck, die Herren von Odag(es)sen, waren Paderborns Marschälle. Sie nannten sich später nach ihrer Funktion nur noch von Marschall.
1251 trat Conrad von Rosdorf erstmals urkundlich in Erscheinung, als sein Onkel, Hermann Senior von Hardenberg, gemeinsam mit den Blutsverwandten (cognati mei) Hermann und Conrad von Novali (Roden), sowie Bernhard von Hardenberg, Sohn von Hermann Seniors Bruder (filius patrui ipsorum), eine Schenkung machte. Ihren Konsens erteilten die Blutsverwandten Gunter von Bovenden, Johannes von Moringen-Rosdorf, Conradus (von Rosdorf) Mönch und Priester.
1260 verkauften Johann-Hermann und Helmbert (Helmbold) von Harste-Rosdorf (Nebenlinie derer von Rosdorf zu Rosdorf) 3 Hufen und einen Hof in Ajeshusen an Kloster Steine. Erster Zeuge war Domino Conrado decano, d. h. Conrad von Rosdorf als Dekan.
1263 schenkte Conrad von Rosdorf als frisch ernannter Präposit von St. Alexander in Einbeck einen Mansen in Holthusen bei Hardegsen, unter den Zeugen sein Bruder Lodewicus de Rostorp, miles. (Ludwig von Rosdorf, Ritter).
Die Edelherren Otto und Burchard von Bovenden, Cousins Conrads, schenkten Kloster Lahde im Jahr 1266 ein Haus aus ihrem Besitz in Lahde. Erster Zeuge war Conrad von Rosdorf, Präposit von Einbeck, dessen Bruder Ludwig von Rosdorf Herr zu Hardegsen, und an dritter Stelle Otto Graf von Hoya, Domherr zu Minden, ein gemeinsamer Verwandter derer von Bovenden und von Rosdorf.
Am 25. März 1276 versprachen die Grafen Hermann, Heinrich, Ludolf, Konrad, Burchard und Hermann von Woldenberg ihren Herren (nos Dominos), Propst Conrad von Rosdorf, Ludwig und Hermann von Rosdorf sowie Otto von Bovenden, den halben Zehnten zu Langenholtensen dem Mainzer Erzbischof zu resignieren.
Conrad Herr von Schöneberg (Conradus dominus de Sconenberg) beurkundete 1281 eine Verpfändung Conrads von Bertolderode und dessen Frau Gisle an Kloster Hilwartshausen. Zeugen waren Conrad von Rosdorf, Propst von Einbeck (dominus Conradus prepositus in Embike), und Ludwig von Rosdorf (nobiles viri videlicet dominus Ludewicus de Rosdorp).
Die Brüder Wolf von Gudenberg verzichteten 1286 auf Vorschlag ihrer Onkel (Brüder ihrer Mutter) Conrad von Rosdorf, Propst von Einbeck, und Ludwig von Rosdorf auf den Zehnten von Havervörde gegenüber Kloster Amelungsborn (ad iussionem avunculorum domini Conradi prepositi ecclesie Eimbecensis et Ludowici de Rostorp). Aus Urkunden im Westf. UB geht hervor, dass die Brüder Arnold und Dietrich Wolf von Gudenberg auch über Besitz in Rode = Großenroden bei Moringen, dem Stammsitz derer von Hardenberg und de Novali, aus dem Erbe ihrer Mutter, Walpurgis (I.) von Rosdorf, verfügten.
Johannes von Harste-Rosdorf und (patrueles ipsius) Basilius, Lippold und Gottfried von Harste verpflichteten sich im Jahr 1289 gegenüber ihren Verwandten Conrad und Ludwig von Rosdorf, Otto von Bovenden die Rechte der Kirche in Freden zu schützen. Mit dieser Urkunde wurde den von Harste-Rosdorf der Ort Reynersen bei Einbeck sowie die Kapelle Freden übertragen. Diese Urkunde ist einer von wenigen erhaltenen Belegen, der den familiären wie besitzrechtlichen Zusammenhang zwischen den Herren von Freden, als Seitenlinie, und den Herren von Rosdorf, als Stammhaus, den Herren von Harste als Nebenlinie derer von Rosdorf bestätigt und verdeutlicht, auch über das von allen angeführten Linien gemeinsam genutzte Schlüssel-Wappen der Edelherren von Rosdorf hinaus.
Conrad von Rosdorf (Propst) und sein Bruder Ludwig von Rosdorf waren 1290 Zeugen eines Kaufvertrags ihres Blutsverwandten Johann von Gladebeck-Rosdorf, sowie die zwei Brüder Bernd und Conrad von Rosdorf.
Bischof Otto von Paderborn verklagte 1292 Gottschalk von Plesse bei Erzbischof Gerhard von Mainz, da der Plesser sich widerrechtlich Hammenstedt angeeignet hatte. Erzbischof Gerhard ließ durch seine Schiedsrichter, Hermann von Oesede (Osede) und Ludwig von Rosdorf (Rorstorpe), den Sachverhalt klären. Die Schiedsrichter sollten Gottschalk von Plesse dazu anhalten, das Amt auszuliefern oder sich bis zum 10. Oktober vor den Mainzer Richtern zu rechtfertigen. Propst Conrad von Rosdorf zu Einbeck vermittelte jedoch einen Kompromiss, den der Erzbischof von Mainz akzeptierte, da Conrads Cousin, Edelherr Friedrich von Rosdorf, sich dafür einsetzte: Die Plesser erhielten Hammenstedt offiziell als Paderborner Lehen. Mit dieser Lösung konnten beide Seiten, der Bischof und die von Plesse, verschwägert mit den von Rosdorf, leben. Dieser Vorgang zeigt, dass Conrad von Rosdorf ebenso wie sein Bruder Ludwig, sein Onkel Ludwig I. von Rosdorf sowie sein Cousin Edelherr Friedrich von Rosdorf-Hardenberg als Diplomaten der Landesherren der Zeit tätig waren und Verhandlungsgeschick bewiesen.
Im Jahr 1295 verstarb Conrad von Rosdorf in Einbeck und wurde, wie sein verstorbener Vorfahr, der vormalige Erzbischof Heinrich I. von Mainz, in der Krypta von St. Alexander beigesetzt.